# Dietzenrode-Vatterode
Dietzenrode-Vatterode – miejscowość i gmina w Niemczech, w kraju związkowym Turyngia, w powiecie Eichsfeld. Niektóre zadania administracyjne gminy realizowane są przez gminę Uder, która pełni rolę "gminy realizującej" (niem. "erfüllende Gemeinde"). Do 31 grudnia 2023 wchodziła w skład wspólnoty administracyjnej Uder.